# Fie Udby Erichsen
Fie Udby Erichsen (Hobro, 23 de abril de 1985) é uma remadora dinamarquesa, medalhista olímpica.

## Carreira
Erichsen competiu nos Jogos Olímpicos de 2012, onde conquistou a medalha de prata no skiff simples. Na Rio 2016 não repetiu o mesmo desempenho nessa mesma prova e finalizou na terceira colocação na final B, ficando em nono lugar no geral.